# Roller de vitesse aux Jeux olympiques de la jeunesse de 2018
Navigation
Édition suivante
Les épreuves de Roller de vitesse aux Jeux olympiques de la jeunesse de 2018 ont lieu au Paseo de la Costa de Buenos Aires, en Argentine, du 7 au 8 octobre 2018.
La compétition de patinage de vitesse sur roulettes comprend deux épreuves, combiné hommes et combiné femmes combiné, avec quatorze patineurs dans chaque épreuve. Les Colombiens remportent les deux titres de la discipline.
L'épreuve comprend trois courses sur différentes distances sur une même piste ovale de 200 mètres : sprint 500 m, sprint 1000 m et élimination 5000 m.
Tous les patineurs s'affrontent dans toutes les distances. Les patineurs seront classés en fonction des points marqués dans les trois distances.

## Podiums
| Événement | Or                           | Argent            | Bronze             |
| --------- | ---------------------------- | ----------------- | ------------------ |
| Garçons   | Jhony Andres Angulo Reina    | Vincenzo Maiorca  | Merijn Scheperkamp |
| Filles    | Gabriela Isabela Rueda Rueda | Honorine Barrault | Giorgia Valanzano  |

## Résultats
| Rang               | Athlète                   | Sprint 500m | Sprint 1000m | Élimination 5000m | Total Points |
| ------------------ | ------------------------- | ----------- | ------------ | ----------------- | ------------ |
| Médaille d'or      | Jhony Andres Angulo Reina | 12          | 14           | 13                | 39           |
| Médaille d'argent  | Vincenzo Maiorca          | 14          | 10           | 14                | 38           |
| Médaille de bronze | Merijn Scheperkamp        | 11          | 11           | 8                 | 30           |
| 4                  | Chiawei Chang             | 13          | 4            | 12                | 29           |
| 5                  | Nahuel Schelling          | 9           | 9            | 11                | 29           |
| 6                  | Tao Chen                  | 6           | 12           | 10                | 28           |
| 7                  | Jongjin Cheon             | 7           | 13           | 5                 | 25           |
| 8                  | David Sarmiento           | 4           | 7            | 9                 | 20           |
| 9                  | Ewen Foussadier           | 10          | 5            | 4                 | 19           |
| 10                 | Jason Jo C Suttels        | 5           | 6            | 6                 | 17           |
| 11                 | Ignacio Mardones          | 3           | 3            | 7                 | 13           |
| 12                 | Ivan Galar Orrio          | 8           | 1            | 3                 | 12           |
| 13                 | Gustavo Rodriguez         | 2           | 8            | 1                 | 11           |
| 14                 | Alex Myint                | 1           | 2            | 2                 | 5            |

| Rang               | Athlète                     | Sprint 500m | Sprint 1000m | Élimination 5000m | Total Points |
| ------------------ | --------------------------- | ----------- | ------------ | ----------------- | ------------ |
| Médaille d'or      | Gabriela Isabel Rueda Rueda | 14          | 14           | 14                | 42           |
| Médaille d'argent  | Honorine Barrault           | 11          | 13           | 12                | 36           |
| Médaille de bronze | Giorgia Valanzano           | 13          | 12           | 11                | 36           |
| 4                  | Nerea Langa                 | 10          | 11           | 13                | 34           |
| 5                  | Kuanchih Wang               | 12          | 10           | 8                 | 30           |
| 6                  | Maria Arias                 | 8           | 6            | 10                | 24           |
| 7                  | Ashly Catalina Marin Torres | 9           | 9            | 5                 | 23           |
| 8                  | Carolina Ferreira           | 6           | 7            | 9                 | 22           |
| 9                  | Angelina Otto               | 4           | 9            | 6                 | 19           |
| 10                 | Fernanda Illanes            | 5           | 2            | 7                 | 14           |
| 11                 | Marit Van Beijnum           | 7           | 5            | 2                 | 14           |
| 12                 | Giselle Stogdale            | 2           | 4            | 4                 | 10           |
| 13                 | Andrea Lokvencová           | 3           | 3            | 3                 | 9            |
| 14                 | Patjira Srisathitha         | 1           | 1            | 1                 | 3            |